# Stephanie Soares
Stephanie Carmem Soares (Americana, 17 de abril de  2000) é uma basquetebolista profissional brasileira que atua como Ala-pivô.
Stephanie fez parte do elenco da Seleção Brasileira de Basquetebol Feminino no Pan de Lima de 2019, em Lima.